# Diocese de Agartala
A Diocese de Agartala (Latim:Dioecesis Agartalana) é uma diocese localizada no município de Agartalá, no estado de Tripurá, pertencente a Arquidiocese de Shillong na Índia. Foi fundada em 11 de janeiro de 1996 pelo Papa João Paulo II. Com uma população católica de 48.747 habitantes, sendo 1,1% da população total, possui 21 paróquias com dados de 2020.

## História
Em 11 de janeiro de 1996 o Papa João Paulo II cria a Diocese de Agartala através do território da Diocese de Silchar.

## Lista de bispos
A seguir uma lista de bispos desde a criação da diocese em 1996.
|                    | Nome                   | Período            | Notas              |
| Bispos de Agartala | Bispos de Agartala     | Bispos de Agartala | Bispos de Agartala |
| ------------------ | ---------------------- | ------------------ | ------------------ |
| 1º                 | Lumen Monteiro, C.S.C. | 1996 - atual       |                    |